# WildCat
WildCat was een stalen wildemuis-achtbaan in het Amerikaanse attractiepark Six Flags New England te Springfield. De achtbaan werd in 1970 gebouwd en in 1983 weer afgebroken. De achtbaan werd gebouwd door Anton Schwarzkopf en was een standaard wildemuis-achtbaan model.